# Déjà Vu (canção de Luis Miguel)
"Déjà Vu" é uma canção interpretada pelo cantor mexicano Luis Miguel, lançado em 2014. É considerada a volta do cantor ao cenário musical após três anos sem lançar uma canção inédita.

## Informações
"Déjà Vu" é uma canção electropop que dura três minutos e dezenove segundos. Luis Miguel lançou a canção em 16 de Setembro de 2014 em download digital, período em que estava se dedicando à segunda parte de sua extensa turnê The Hits Tour, que posteriormente seria renomeado como Déjà Vu Tour, por conta do novo single.

## Formato e duração
Download digital
1. "Déjà Vu" – 3:19

## Histórico de lançamentos
| País  | Data                   | Formatos         | Gravadora           | Ref.        |
| ----- | ---------------------- | ---------------- | ------------------- | ----------- |
| Mundo | 16 de Setembro de 2014 | Download digital | Warner Music México | [ 3 ] [ 4 ] |